# هاينرش فيرنر
هاينرش فيرنر (بالألمانية: Heinrich Werner)‏ هو أحيائي وطبيب ألماني، ولد في 14 مايو 1874 في مولهاوزن في ألمانيا، وتوفي في 1946 في باد فرانكنهاوزن في ألمانيا.